# 박주영 (소설가)
박주영(1971년 ~)은 2005년 동아일보 신춘문예 '시간이 나를 쏜다면' 로 등단한 대한민국 부산광역시 출신의 소설가이다.

## 학력
- 부산대학교 대학원 정치외교학 석사
- 부산대학교 정치외교학 학사

## 작품
- 2002년《나비의 날개》 ISBN 9788984004924
- 2006년《백수생활백서》ISBN 9788937480911
- 2008년《냉장고에서 연애를 꺼내다》ISBN 9788954605465
- 2010년《무정부주의자들의 그림책》ISBN 9788954610841
- 2011년《사랑해 눈》ISBN 788970636924
- 2011년《종이달》ISBN 9788957075678
- 2013년《실연의 역사》ISBN 9788954622288

## 수상
- 2006년 제30회 세계의 문학 오늘의 작가상《백수생활백서》